# Бытенский район
Бытенский район (бел. Быценскі раён) — административно-территориальная единица в составе Белорусской ССР, существовавшая в 1940—1957 годах. Центр — деревня Бытень.
Бытенский район был образован в 1940 году в составе Барановичской области. По данным на 1 января 1947 года площадь района составляла 1,1 тыс. км². В него входили 11 сельсоветов:
- Бытенский
- Вольковский
- Гавиновичский
- Гутский
- Добромысленский
- Долговский
- Домановский
- Заречский
- Миловидский
- Туховичский
- Ямичненский

В 1954 году в связи с упразднением Барановичской области Бытенский район был передан в Брестскую область. В 1957 году Бытенский район был упразднён, а его территория разделена между Барановичским, Ивацевичским и Ляховичским районами.